# Stade de Reims (kvinder)
Reims Football Féminin er en fransk fodboldklub for kvinder fra Reims. Klubble blev etableret i 1968 som FCF Reims. I 1970 blev navnet ændret til Stade de Reims, og fire år senere var det et af de tolv grundlæggende hold i Division 1 Féminine.
Stade de Reims var et af de førende hold i de første sæsoner og vandt fem titler mellem 1975 og 1982.

## Titler
- Det franske mesterskab
  - 1975, 1976, 1977, 1980, 1982